# Benito Gonzalez
Benito Gonzalez (Maracaibo, 14 mei 1975) is een Amerikaanse jazzpianist en -componist.

## Biografie
Gonzalez is afkomstig uit een familie Venezuelaanse folkmuzikanten. Hij werkte vanaf eind 1990 in het Amerikaanse jazzcircuit. Eerste opnamen ontstonden in 1999, toe hij in de formatie Asante rond de percussionist Charles Okyerama Asante speelde (Bringing the Flame Home, o.a. met Joe Ford). In 2000 verhuisde hij naar Washington D.C.. In 2004 nam hij met Ron Blake, René McLean, Christian McBride en Antonio Sánchez zijn debuutalbum Starting Point op. In 2005 was hij winnaar bij de Great American Jazz Piano Competition.
In het verloop van zijn tot dusver zijnde carrière werkte Gonzalez o.a. met Kenny Garrett (Seeds from the Underground, 2011), Azar Lawrence (Mystic Journey, 2009), Curtis Fuller, Pharoah Sanders, Bobby Hutcherson, Victor Bailey, Ignacio Berroa, Billy Hart, Al Foster, Roy Hargrove, Steve Turre, Hamiet Bluiett, T.K. Blue, Nicholas Payton, Jackie McLean en Eric Wyatt. Op het gebied van de jazz was hij tussen 2000 en 2017 betrokken bij 18 opnamesessies. Tegenwoordig (2019) behoort Gonzalez tot het Mark Gross-kwintet.

## Discografie
- 2009: Circle  met Myron Walden, Ron Blake, Azar Lawrence, Christian McBride, Jeff 'Tain' Watts
- 2017: Benito Gonzalez / Gerry Gibbs / Essiet Okon Essiet: Passion Reverence Transcendence – The Music of McCoy Tyner

- Library of Congress Control Number: no2012069958
- MusicBrainz: 5fab9e41-0549-47ba-87e3-314511e59f2d
- Virtual International Authority File: 250252044
- WorldCat: E39PBJy8rGPK6CVG3MfPkkyWXd